# Himmelfarb (roman)
Himmelfarb (titre original : Himmelfarb) est un roman allemand de Michael Krüger publié en 1994 en Allemagne et paru en français le 1er janvier 1996 aux éditions du Seuil. Ce roman a reçu la même année le prix Médicis étranger ex aequo avec Sonietchka de Ludmila Oulitskaïa (Russie).

## Éditions
- Himmelfarb, éditions du Seuil, 1996  (ISBN 978-2020219501).